# Wild West Shows

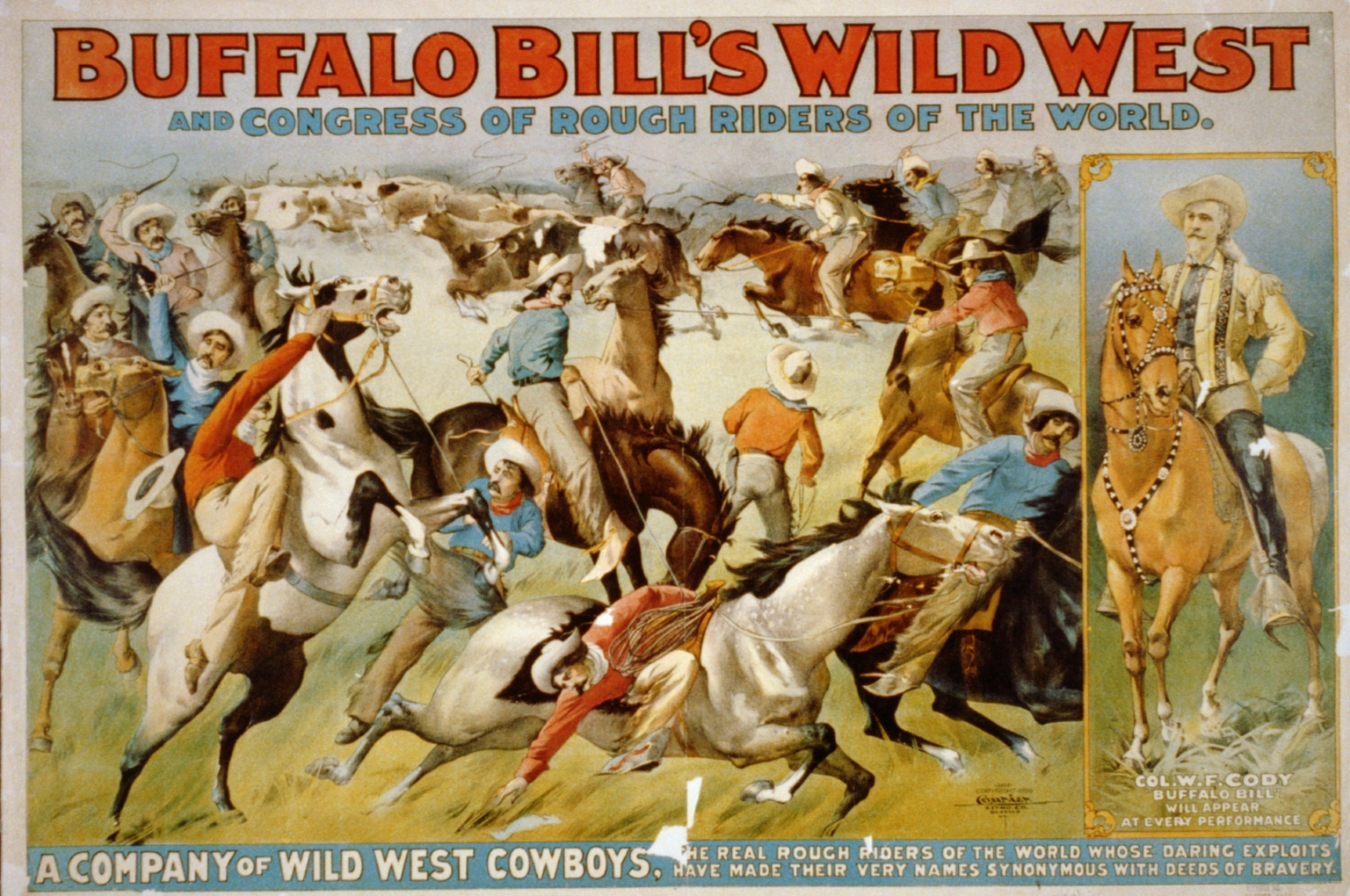
Buffalo Bill's wild west and congress of rough riders of the world - Affiche montrant des cowboys escortant des bovins et un portrait du Col. W.F. Cody sur son cheval. v. 1899

Les Wild West Shows sont des spectacles itinérants à grand déploiement aux États-Unis et en Europe qui connaissent un succès populaire écrasant dans les années 1870 à 1930. 
Avec les dime novels (« romans à deux sous »), ils scénarisent les stéréotypes du cowboy et de l'indien et font revivre, à travers le prisme déformant du spectacle et de la littérature, les mythes de la conquête de l'Ouest encore toute récente. 
L'invention puis la diffusion du cinéma au début du XXe siècle prolonge cette mythification à travers les westerns .

## Historique
Le plus célèbre d'entre eux est le Wild West Show de Buffalo Bill, que crée la compagnie en 1883 et lancé la même année à Omaha (Nebraska). Le spectacle tourne jusqu'en 1913, notamment à l'exposition universelle de 1889. Les spectacles montrent à un large public de nombreux numéros et personnalités du Far West, et une version romancée de l'ouest américain.  
Martha Jane Cannary Hickok, surnommée Calamity Jane, participe plusieurs années au Wild West Shows avec Bill Cody, en Amérique et en Europe. C'est ce qu'on peut lire dans ses Lettres à sa fille.

## Caractéristiques

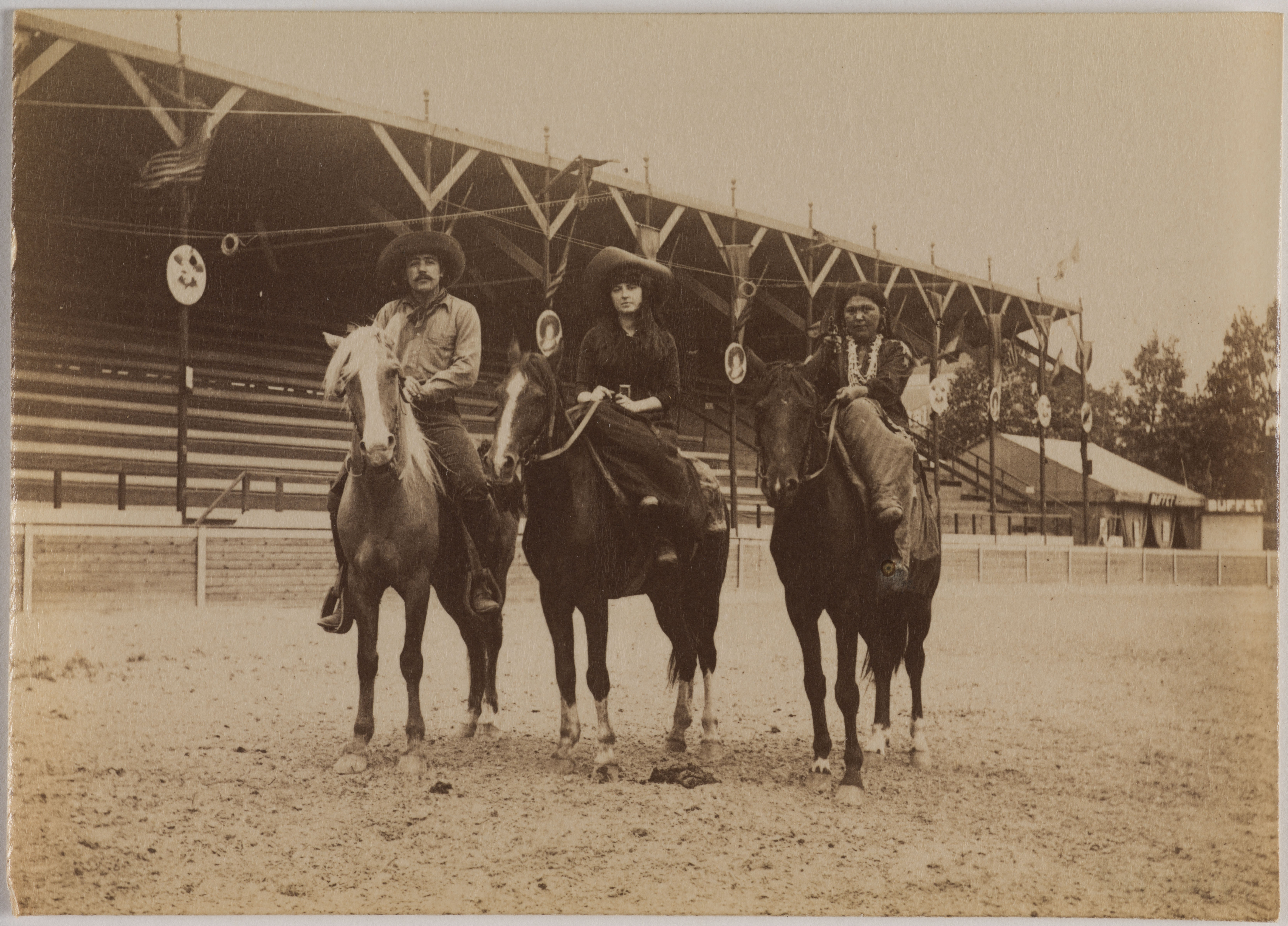
Spectacle parisien entre 1889 et 1912.

« Les spectacles commencent par une parade dans la ville, se déroulent en plein air et durent parfois jusqu’à quatre heures ! On y présente des numéros de tirs, des courses de chevaux ou encore des représentations de scènes de chasse avec de véritables bisons. De nombreux tableaux recréent des moments historiques marquants (la défaite du Général Custer en 1876, la fusillade d’OK Corral, etc.) ou des scènes « trépidantes » de la vie dans l’Ouest (le vol d’un train, une attaque de Sioux, etc.) »